# سایمون گیبسون (بازیکن فوتبال)
سایمون گیبسون (انگلیسی: Simon Gibson; ۱۰ دسامبر ۱۹۶۴ – ۱۰ آوریل ۲۰۱۹) بازیکن فوتبال بود.